# Sam Vernon
Sam Vernon (Nova Iorque, 1987) é uma artista que cria instalações de arte.

## Infância e juventude
Sam Vernon nasceu em Brooklyn, em Nova Iorque e frequentou a Suitland High School.

## Carreira
Vernon já expõs em museus e galerias na América do Norte e foi incluída na exposição coletiva de 2013, "Pattern Recognition", no Museum of Contemporary African Diasporan Arts (MoCADA), em Nova Iorque. Em 2016, apresentou a grande instalação "How Ghosts Sleep", no Seattle Art Museum. Vernon é uma professora assistente no California College of the Arts (CCA).